# 前奏曲ト短調 (ラフマニノフ)
前奏曲ト短調 作品23の5は、セルゲイ・ラフマニノフの『10の前奏曲』作品23（1903年完成）に含まれるピアノ独奏曲。1901年に作曲された。濃厚なロシアの民族的情緒に溢れ、今日でも広く演奏されている。ラフマニノフの技巧と非凡性を象徴した傑作である。

## 楽曲構造
- Alla Marcia
- Poco Meno Mosso
- Tempo I (Alla Marcia)

作品はAlla Marciaの指示に従い、行進曲風のテンポで開始する。同一のリズムを刻みながら次第に雄々しさを増し、主題へ戻る。Poco Meno Mossoの部分に入ると、 右手が大きな和音及びオクターブを奏し、左手の大きなアルペジオ風の動きを持って、テンポを落とし美しく歌うような曲想へ発展する。その後、最初のテンポに戻るための漸加速的な推移部を経て、再び勇猛な和音を刻む再現部へと移行する。フォルティッシモの和音連打を伴うコーダを示した後、ピアニッシモによる特徴的なトッカータ風の走句をもって終結を迎える。

## 技術的難度
ラフマニノフの作品全般に言えることであるが、大きな和音や広大なアルペジオ、急速なオクターブ連打を含むため、手の小さなピアニストにとっては難曲になり得る。要求される強弱を操ることも難しい。この作品は難しい作品の一つと、ラフマニノフの最も有名な作品の一つ。

## 録音
作曲者自身による録音が残っているが、“柔軟な音楽性”を持つこの作品では、作曲者の解釈と大きく異なるスタイルで演奏されることも多い。エミール・ギレリスが第二次世界大戦の戦線でこの前奏曲を演奏し、ソヴィエト連邦軍を支援した映像が残っている。当時のナレーターは、
ギレリスの戦線での演奏は、私達にこの戦争の意味を教えてくれる。不滅の音楽だ!
とロシア語で伝えている。